# ヴォカティヴ
ヴォカティヴ（Vocativ）は、2013年にマティ・コハヴィによって設立されたアメリカ合衆国のメディア、テクノロジー会社。ヴォカティヴは、独自のデータマイニング技術を使用して深層Webを探索し、論題を発見してオリジナルコンテンツを生成している。2017年、同社は動画コンテンツのみに注力し、執筆記事の公開を停止すると発表した。